# 镇明区
镇明区，是中国浙江省宁波市曾经存在过的一个市辖区，所辖范围大致相当于今天海曙区月湖街道、南门街道、江厦街道所辖范围。
1949年11月，在宁波鄞县城厢设立海曙、镇明区公所，1951年5月成立镇明区人民政府，8月改为月湖、灵塔两区，次年8月复设镇明区。1956年2月撤区设街道办事处，1958年9月又合置为镇明街道办事处，1960年并入海曙街道办事处。1963年7月，再行析置，成立镇明人民公社管理委员会，1970年1月改为镇明区革命委员会，1978年定为市辖区（县级），1980年恢复镇明区人民政府，1984年并入海曙区。